# Marian Herda
Marian Herda (ur. 1 października 1933 w Katowicach) – polski hokeista, olimpijczyk.
Zawodnik reprezentujący kluby: Górnik i Gwardia Katowice. W reprezentacji Polski wystąpił 12 razy. Wystąpił na igrzyskach olimpijskich w Cortinie d’Ampezzo w 1956. W 1953 zdobył brązowy medal akademickich mistrzostw świata. W 1958 wyemigrował do Niemiec.